# Гокель, Аня
Аня Гокель (нем. Anja Gockel, род. 16 мая 1968 года) — немецкий модельер.

## Карьера
С 1987 по 1995 год Гокель изучала дизайн одежды в Гамбургском университете прикладных наук и в Центральном колледже искусства и дизайна имени Святого Мартина в Лондоне. С 1995 по 1996 год она работала с Вивьен Вествуд и создала линию h 'by Carlotta h'Glesse. С 1996 года у неё есть собственный модный лейбл Anja Gockel London для женской моды с красным петушиным гребнем в качестве логотипа компании.
Её поэтически мечтательная, по большей части счастливая и красочная мода признана во всем мире, демонстрировалась на многих ярмарках моды и продаётся в бутиках по всему миру. Среди её клиентов такие знаменитости, как королева Швеции Сильвия. Гокель одевала ведущих и актёров, таких как Анн-Катрин Крамер, Барбара Шёнебергер, Мина Тандер и Мариетта Сломка. Она трижды участвовала в финальном показе «Germany's Next Topmodel» Хайди Клум и дважды была там вживую. Сначала Гокель прилетела в Лос-Анджелес на четвёртый сезон. В 2010 году Клум со своими юными моделями приехала в Берлин на показ мод Гокель. Успешные на международном уровне супермодели, такие как Алек Век, также работают на немецкий лейбл, который начал развиваться в 2010 году. В 2014 году компания Gockel впервые приняла участие в выставке Chic Beijing. В 2016 году она отметила 20-летие своего модного бренда на Берлинской неделе моды. В январе 2017 года Гокель была названа Сетью немецких дизайнеров моды и текстиля «Дизайнером года 2017». Тогда же её показ мод впервые прошел в рамках Берлинской недели моды в холле отеля Adlon Kempinski у Бранденбургских ворот. В 2018 году она была назначена послом дизайна и модной культуры (Сетью немецких дизайнеров моды и текстиля). В марте 2020 года Гокель открыла свой первый флагманский магазин в Берлине под названием «Paris44».

## Личная жизнь
Гокель работает в Майнце. Замужем, мать четырёх детей.